# Линия Тамагава (Сэйбу)
Линия Тамагава (яп. 西武多摩川線 сэйбу тамагава сэн) — железнодорожная линия частного японского железнодорожного оператора Seibu Railway в Токио. Линия протянулась на 8 километров через западные пригороды Токио вдоль реки Тама от станции Мусаси-Сакаи в городе Мусасино до станции Корэмаса в городе Футю. Линия не соединена с какой-либо другой линией железнодорожной сети Seibu Railway. Однопутная на всём протяжении, исключая участки на станциях.
Изначально была открыта в 1910-м году в качестве грузовой линии, для доставки гравия и добываемого у реки Тама, грузовые операции на линии были прекращены в 1967-м году.В 1927-м году стала частью сети компании Seibu Railway.  

## Станции
- Все станции расположены в Токио.

| Станция      | от предыдущей станции (км) | от конечной (км) | Пересадки                                               | Расположение |
| ------------ | -------------------------- | ---------------- | ------------------------------------------------------- | ------------ |
| Мусаси-Сакаи | -                          | 0.0              | JR East：Линия Тюо                                      | Мусасино     |
| Син-Коганэи  | 1.9                        | 1.9              |                                                         | Коганеи      |
| Тама         | 2.2                        | 4.1              |                                                         | Футю         |
| Сирайтодай   | 1.4                        | 5.5              | Keio Corporation：Линия Кэйо（Мусасинодай・Тама-Рэйэн） | Футю         |
| Кётэйдзёмаэ  | 1.5                        | 7.0              |                                                         | Футю         |
| Корэмаса     | 1.0                        | 8.0              | JR East：Линия Намбу（Манами-Тама）                     | Футю         |